# Yunano Notsu
Yunano Notsu (野津友那乃, Notsu Yunano), née le 14 décembre 1999 à Tokyo au Japon, est une chanteuse, actrice et idole japonaise, ex-membre du groupe féminin japonais Sakura Gakuin, et son sous-groupe Pastel Wind, en tant que membre de la 4e génération.

## Biographie
Elle a remporté le semi-Grand Prix au Ciao Girl Audition en 2009 et est entrée au bureau de divertissement Amuse inc.
Jusqu'à ce qu'elle soit entrée à Sakura Gakuin, elle agissait comme une actrice d'enfant.
Dans les activités du club (sous-groupe), elle a appartenu au club de tennis (Pastel Wind), au club baton (Twinklestars) et au club d'achat (Koubaibu).
Lors de la conférence des étudiants en mai 2014, elle a été nommée présidente de la conférence.
Elle est diplômée de Sakura Gakuin en mars 2015. Après cela, en avril 2015, elle a renommé le nom Yunano Honjō (本条友奈埜, Honjō Yunano).
En février 2017, elle a quitté Amuse inc. pour se concentrer sur ses études.

## Discographie en groupe

### Avec Sakura Gakuin
| #             | Date de sortie   | Titre de l'album                         | Label                 | Remarques                |               |               |               |               |
| Albums studio | Albums studio    | Albums studio                            | Albums studio         | Albums studio            | Albums studio | Albums studio | Albums studio | Albums studio |
| ------------- | ---------------- | ---------------------------------------- | --------------------- | ------------------------ | ------------- | ------------- | ------------- | ------------- |
| 3             | 13 mars 2013     | Sakura Gakuin 2012nendo ~My Generation~  | Universal Music Japan |                          |               |               |               |               |
| 4             | 12 mars 2014     | Sakura Gakuin 2013nendo ~Kizuna~         | Universal Music Japan |                          |               |               |               |               |
| 5             | 25 mars 2015     | Sakura Gakuin 2014nendo ~Kimi ni Todoke~ | Universal Music Japan | dernier album participé  |               |               |               |               |
| Singles       |                  |                                          |                       |                          |               |               |               |               |
| 4             | 5 septembre 2012 | Wonderful Journey                        | Universal Music Japan |                          |               |               |               |               |
| 5             | 27 février 2013  | My Graduation Toss                       | Universal Music Japan |                          |               |               |               |               |
| 6             | 9 octobre 2013   | Ganbare!!                                | Universal Music Japan |                          |               |               |               |               |
| 7             | 12 février 2014  | Jump Up ~Chiisana Yūki~                  | Universal Music Japan |                          |               |               |               |               |
| -             | 22 octobre 2014  | Heart no Hoshi                           | Universal Music Japan |                          |               |               |               |               |
| -             | 4 mars 2015      | Aogeba Tōtoshi ~From Sakura Gakuin 2014~ | Universal Music Japan | dernier disque participé |               |               |               |               |

## Filmographie
Dramas
- 2010 - Hagane no Onna Season 2 (Rina Matsutani)
- 2011 - 11 Nin mo Iru! (Kumiko ; ep.6)

Doublage
- 2011 - The Chronicles of Narnia: The Voyage of the Dawn Treader (Gael)